# Bouteville
Bouteville là một xã thuộc tỉnh Charente trong vùng Nouvelle-Aquitaine tây nam nước Pháp. Xã nay có độ cao trung bình 90 mét trên mực nước biển. Tại đây có phế tích toàn lâu đài. Dân số năm 1999 là 343 người.